# Imaginaerum World Tour
Imaginaerum World Tour es la quinta gira mundial de la banda finlandesa Nightwish de su séptimo álbum  Imaginaerum. La gira arrancó en los Estados Unidos en la ciudad de Los Ángeles el 21 de enero, entre marzo y mayo la banda dio shows en Europa, y también en Norte y América Latina ese mismo año y en Asia, Oceanía.
El 28 de septiembre en Denver, Colorado, Anette fue trasladada de urgencia al hospital y se perdió el show esa noche.La vocalistas Elize Ryd y Alissa White-Gluz interpretaron cinco canciones. Anette hizo su último concierto el 30 de septiembre en Salt Lake City, Utah, antes de su separación de la banda el 1 de octubre. Para acabar la gira la banda contrato a Floor Jansen (ex After Forever, ReVamp).

## Créditos

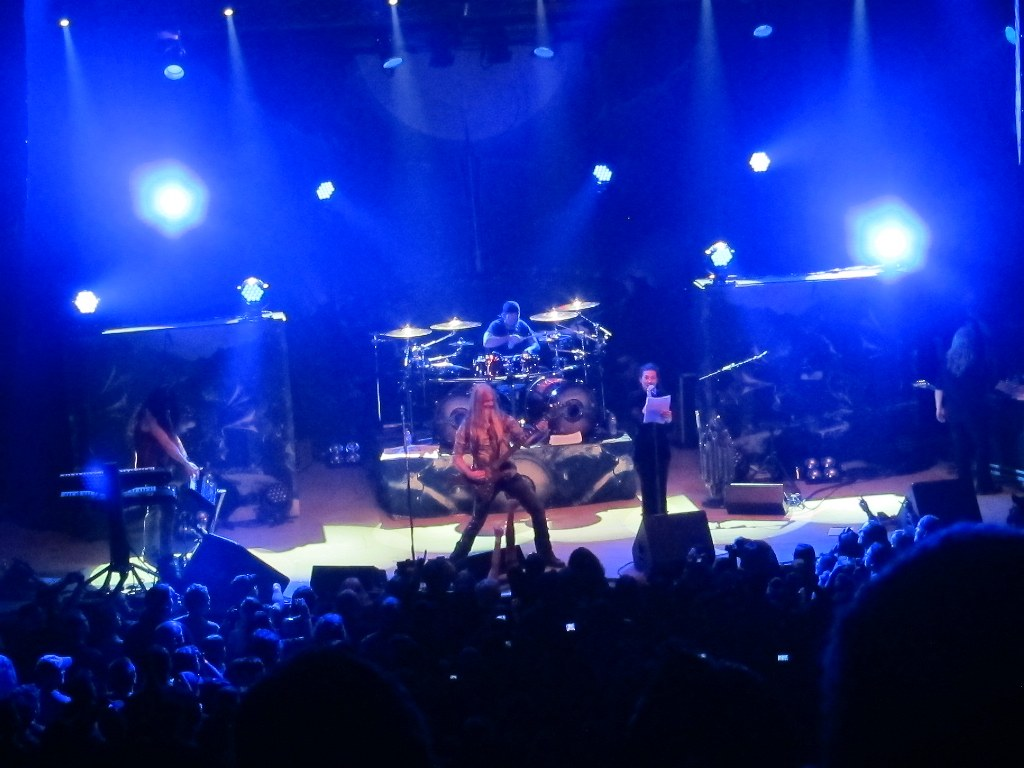
Concierto da la banda en Denver el 28 de septiembre de 2012; Anette fue hospitalizada y remplazada por las cantantes Elize Ryd (centro) y Alissa White-Gluz.

- Tuomas Holopainen  – teclado
- Emppu Vuorinen  – guitarra
- Jukka Nevalainen  – batería
- Marco Hietala  – bajo, voz
- Anette Olzon  – voz  (hasta el 29 de septiembre de 2012)

### Músicos invitados
- Troy Donockley  – gaita irlandesa y voz de respaldo
- Elize Ryd  – voz (28 de septiembre y 14 de octubre de 2012)
- Alissa White-Gluz  – voz (28 de setembro y 14 de octubre de 2012)
- Floor Jansen  – voz (desde el 1 de octubre de 2012)
- Tommy Karevik  – voz  (14 de octubre de 2012)
- Pekka Kuusisto  – violinista (10 de noviembre de 2012)

## Lista de canciones

### Total
Wishmaster
- "She is My Sin" (solo con Floor Jansen)
- "Come Cover Me"  (solo con Anette Olzon)
- "Wishmaster" (solo con Floor Jansen)

Over the Hills and Far Away
- "Over the Hills and Far Away"

Century Child
- "Bless the Child" (solo con Floor Jansen)
- "Dead to the World"
- "Ever Dream"

Once
- "Dark Chest of Wonders"
- "Wish I Had an Angel"
- "Nemo"
- "Planet Hell"
- "The Siren"
- "Romanticide"
- "Ghost Love Score" (solo con Floor Jansen)
- "Higher Than Hope

Dark Passion Play
- "The Poet and the Pendulum" (solo con Anette Olzon)
- "Amaranth"
- "The Islander"
- "Last of the Wilds"
- "7 Days to the Wolves"
- "Escapist"  (solo con Anette Olzon)

Imaginaerum
- "Taikatalvi"
- "Storytime"
- "Ghost River"
- "Slow, Love, Slow"
- "I Want my Tears Back"
- "Scaretale"
- "Arabesque"
- "Rest Calm" (solo con Anette Olzon)
- "The Crow, the Owl and the Dove"
- "Last Ride of the Day"
- "Song of Myself"

### Setlist

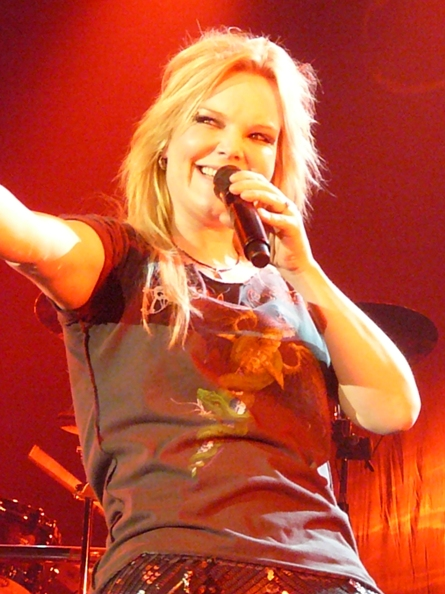
Anette Olzon.

Un setlist típico con Anette Olzon consistiría de:
- "Finlandia" (intro, Jean Sibelius cover)
- "Storytime"
- "Wish I Had an Angel"
- "Amaranth"
- "Scaretale"
- "The Siren" (con samples de "Arabesque" y "Tutankhamen")
- "Slow, Love Slow"
- "I Want My Tears Back"
- "The Crow, the Owl and the Dove"
- "The Islander"
- "Nemo" (acústica, con samples de "The Capenter" y "Angels Fall First")
- "Dead to the World"
- "Last of the Wilds"
- "Planet Hell" (con samples "Stargazers", "Gethsemane" y "The Wayfarer".Primera vez en vivo desde 2005)
- "Ghost River"
- "Over the Hills and Far Away" (Gary Moore cover. Primera vez en vivo desde 2005)
- "Song of Myself" (sección "Love" emitida)
- "Last Ride of the Day"
- "Imaginaerum"

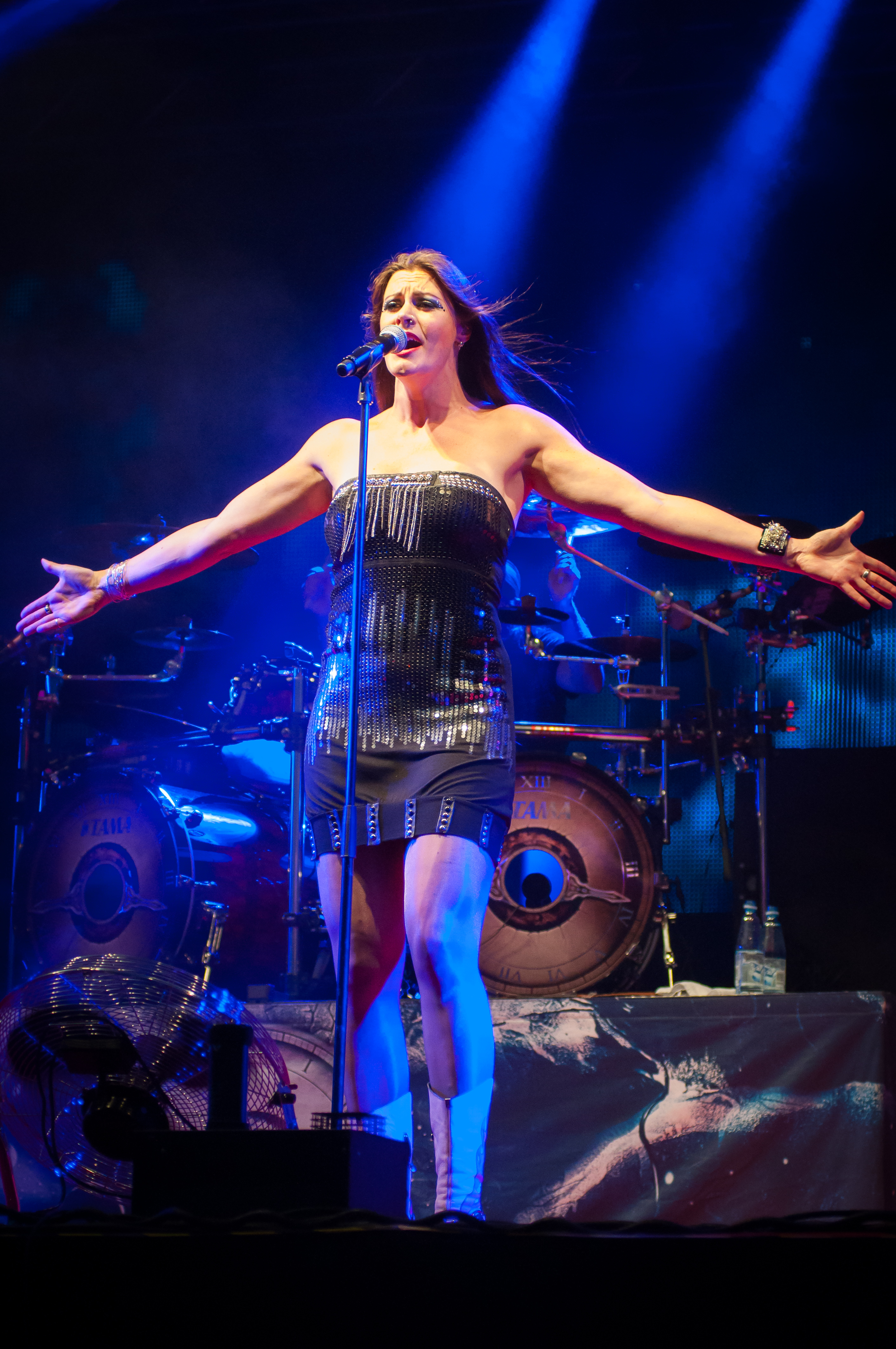
Floor Jansen.

Un setlist típico con Floor Jansen consistiría de:
- "Dark Chest of Wonders"
- "Wish I Had an Angel"
- "She Is My Sin"
- "Ghost River"
- "Storytime"
- "I Want My Tears Back"
- "Nemo"
- "Last of the Wilds"
- "Bless the Child"
- "Romanticide"
- "Amaranth"
- "Over the Hills and Far Away"
- "Ghost Love Score"
- "Last Ride of the Day"
- "Imaginaerum" (outro)

## Fechas de la Gira
| Fecha                    | Ciudad                     | País              | Teatro                                  |
| ------------------------ | -------------------------- | ----------------- | --------------------------------------- |
| Norte América            |                            |                   |                                         |
| 21 de enero de 2012      | Los Ángeles                | Estados Unidos    | Gibson Amphitheatre                     |
| 23 de enero de 2012      | Caribbean                  | Estados Unidos    | 70000 Tons of Metal                     |
| Europa                   |                            |                   |                                         |
| 2 de marzo de 2012       | Joensuu                    | Finlandia         | Areena                                  |
| 3 de marzo de 2012       | Sotkamo                    | Finlandia         | Vuokattihalli                           |
| 4 de marzo de 2012       | Oulu                       | Finlandia         | Teatria 25                              |
| 9 de marzo de 2012       | Jyväskylä                  | Finlandia         | Paviljonki Areena                       |
| 10 de marzo de 2012      | Helsinki                   | Finlandia         | Helsinki Ice Hall                       |
| 11 de marzo de 2012      | Tampere                    | Finlandia         | Ice Hall                                |
| 14 de marzo de 2012      | Saint Petersburg           | Rusia             | Yubileyny Sports Palace                 |
| 15 de marzo de 2012      | Moscú                      | Rusia             | Crocus City Hall                        |
| 17 de marzo de 2012      | Kiev                       | Ucrania           | MVC Arena                               |
| 10 de abril de 2012      | Gotemburgo                 | Suecia            | Lisebergshallen                         |
| 11 de abril de 2012      | Copenhague                 | Dinamarca         | KB Hallen                               |
| 13 de abril de 2012      | Ámsterdam                  | Países Bajos      | Heineken Music Hall                     |
| 14 de abril de 2012      | Düsseldorf                 | Alemania          | ISS Dome                                |
| 16 de abril de 2012      | Bruselas                   | Bélgica           | Forest National                         |
| 17 de abril de 2012      | París                      | Francia           | Palais Omnisports de Paris-Bercy        |
| 18 de abril ded 2012     | Nantes                     | Francia           | Le Zénith                               |
| 20 de abril de 2012      | Lyon                       | Francia           | Halle Tony Garnier                      |
| 21 de abril de 2012      | Esch-sur-Alzette           | Luxemburgo        | Rockhal                                 |
| 23 de abril de 2012      | Fráncfort del Meno         | Alemania          | Jahrhunderthalle                        |
| 24 de abril de 2012      | Zürich                     | Suiza             | Hallenstadion                           |
| 25 de abril de 2012      | Milán                      | Italia            | Mediolanum Forum                        |
| 27 de abril de 2012      | Vienna                     | Austria           | Gasometer                               |
| 29 de abril de 2012      | Budapest                   | Hungría           | Budapest Sports Arena                   |
| 30 de abril de 2012      | Praga                      | República Checa   | Tesla Arena                             |
| 1 de mayo de 2012        | Leipzig                    | Alemania          | Arena Leipzig                           |
| 3 de mayo de 2012        | Hamburgo                   | Alemania          | Color Line Arena                        |
| 5 de mayo de 2012        | Núremberg                  | Alemania          | Nürnberg Arena                          |
| 6 de mayo de 2012        | Stuttgart                  | Alemania          | Hanns-Martin-Schleyer-Halle             |
| 8 de mayo de 2012        | Liubliana                  | Eslovenia         | Tivoli Hall*                            |
| Festivales de verano     |                            |                   |                                         |
| 8 de junio de 2012       | Leicestershire             | Reino Unido       | Download Festival                       |
| 10 de junio de 2012      | Nickelsdorf                | Austria           | Nova Rock Festival                      |
| 15 de junio de 2012      | Seinäjoki                  | Finlandia         | Provinssirock                           |
| 5 de julio de 2012       | Gävle                      | Suecia            | Getaway Rock Festival                   |
| 7 de julio de 2012       | Turku                      | Finlandia         | Ruisrock                                |
| 21 de julio de 2012      | Benicassim                 | España            | Costa de Fuego                          |
| 28 de julio de 2012      | Kuopio                     | RockCock Festival |                                         |
| Europa 2                 |                            |                   |                                         |
| 5 de agosto de 2012      | Colmar                     | Francia           | Foire Aux Vins                          |
| 25 de agosto de 2012     | Trondheim                  | Noruega           | Borggården Arena´                       |
| América del Norte        |                            |                   |                                         |
| 12 de septiembre de 2012 | Atlanta (Georgia)          | Estados Unidos    | Center Stage                            |
| 13 de septiembre de 2012 | Atlanta (Georgia)          | Estados Unidos    | Center Stage                            |
| 15 de septiembre de 2012 | Nueva York (Nueva York)    | Estados Unidos    | Beacon Theatre                          |
| 16 de septiembre de 2012 | Filadelfia (Pensilvania)   | Estados Unidos    | Electric Factory                        |
| 17 de septiembre de 2012 | Worcester, MA              | Estados Unidos    | Palladium                               |
| 19 de septiembre de 2012 | Montreal (Quebec)          | Canadá            | Cepsum Arena                            |
| 20 de septiembre de 2012 | Toronto (Ontario)          | Canadá            | Sound Academy                           |
| 21 de septiembre de 2012 | Columbus (Ohio)            | Estados Unidos    | Newport Hall                            |
| 23 de septiembre de 2012 | Royal Oak (Míchigan)       | Estados Unidos    | Music Theatre                           |
| 24 de septiembre de 2012 | Chicago (Illinois)         | Estados Unidos    | Congress Theater                        |
| 25 de septiembre de 2012 | Sauget (Illinois)          | Estados Unidos    | Pop's Club                              |
| 27 de septiembre de 2012 | Kansas City (Misuri)       | Estados Unidos    | Beaumont Club                           |
| 28 de septiembre de 2012 | Denver (Colorado)          | Estados Unidos    | Ogden Theatre                           |
| 29 de septiembre de 2012 | Salt Lake City (Utah)      | Estados Unidos    | Complex Hall                            |
| 1 de octubre de 2012     | Seattle (Washington)       | Estados Unidos    | Showbox                                 |
| 2 de octubre de 2012     | Portland (Oregón)          | Estados Unidos    | Crystal Ballroom                        |
| 3 de octubre de 2012     | San Francisco (California) | Estados Unidos    | Warfield Theatre                        |
| 5 de octubre de 2012     | Anaheim (California)       | Estados Unidos    | Grove Club                              |
| 6 de octubre de 2012     | San Diego (California)     | Estados Unidos    | House of Blues                          |
| 7 de octubre de 2012     | Phoenix (Arizona)          | Estados Unidos    | Marquee Theatre                         |
| 9 de octubre de 2012     | Oklahoma City (Oklahoma)   | Estados Unidos    | Diamond Ballroom                        |
| 10 de octubre de 2012    | Austin (Texas)             | Estados Unidos    | Emos Club                               |
| 11 de octubre de 2012    | Nueva Orleans (Luisiana)   | Estados Unidos    | House of Blues                          |
| 13 de octubre de 2012    | Fort Lauderdale, FL        | Estados Unidos    | Revolution Club                         |
| 14 de octubre de 2012    | Lake Buena Vista, FL       | Estados Unidos    | House of Blues                          |
| Europa 2                 |                            |                   |                                         |
| 4 de noviembre de 2012   | Mánchester                 | Reino Unido       | O2 Apollo                               |
| 5 de noviembre de 2012   | Londres                    | Reino Unido       | O2 Academy, Brixton                     |
| 6 de noviembre de 2012   | Birmingham                 | Reino Unido       | O2 Academy                              |
| 7 de noviembre de 2012   | Glasgow                    | Reino Unido       | O2 Academy                              |
| America latina           |                            |                   |                                         |
| 28 de noviembre de 2012  | México, D. F.              | México            | Teatro Metropolitan                     |
| 29 de noviembre de 2012  | México, D. F.              | México            | Teatro Metropolitan                     |
| 1 de diciembre de 2012   | San Juan                   | Puerto Rico       | Tito Puente Amphitheatre                |
| 3 de diciembre de 2012   | San José                   | Costa Rica        | Peppers Club                            |
| 5 de diciembre de 2012   | Lima                       | Perú              | Centro de Convenciones Plaza San Miguel |
| 9 de diciembre de 2012   | Porto Alegre               | Brasil            | Opinião Club                            |
| 10 de diciembre de 2012  | Río de Janeiro             | Brasil            | Circo Voador                            |
| 12 de diciembre de 2012  | São Paulo                  | Brasil            | Credicard Hall                          |
| 14 de diciembre de 2012  | Buenos Aires               | Argentina         | Teatro Flores                           |
| 15 de diciembre de 2012  | Buenos Aires               | Argentina         | Teatro Flores                           |
| Oceania                  |                            |                   |                                         |
| 4 de enero de 2013       | Brisbane                   | Australia         | Arena                                   |
| 8 de enero de 2013       | Auckland                   | Nueva Zelanda     | Studio Club                             |
| 11 de enero de 2013      | Sídney                     | Australia         | Enmore Theatre                          |
| 14 de enero de 2013      | Melbourne                  | Australia         | Palace Theatre                          |
| 18 de enero de 2013      | Adelaide                   | Australia         | HQ Complex                              |
| 20 de enero de 2013      | Fremantle                  | Australia         | Metropolis Club                         |
| Asia                     |                            |                   |                                         |
| 21 de mayo de 2013       | Osaka                      | Japón             | Namba Hatch                             |
| 23 de mayo de 2013       | Nagoya                     | Japón             | Diamond Hall                            |
| 24 de mayo de 2013       | Tokio                      | Japón             | Liquidroom                              |
| 25 de mayo de 2013       | Tokio                      | Japón             | St Coast (Finlandia Festival)           |
| Festivales de verano 2   |                            |                   |                                         |
| 8 de junio de 2013       | Tampere                    | Finlandia         | Sauna Open Air                          |
| 15 de junio de 2013      | Interlaken                 | Suiza             | Greenfield Festival                     |
| 30 de junio de 2013      | Helsinki                   | Finlandia         | Tuska Open Air                          |
| 4 de julio de 2013       | Byblos                     | Líbano            | Byblos International Festival           |
| 11 de julio de 2013      | Lakselv                    | Noruega           | Midnattsrocken                          |
| 13 de julio de 2013      | Joensuu                    | Finlandia         | Ilosaarirock                            |
| 20 de julio de 2013      | Vuokatti                   | Finlandia         | Sotkamon Syke                           |
| 3 de agosto de 2013      | Wacken                     | Alemania          | Wacken Open Air                         |
| 10 de agosto de 2013     | Kortrijk                   | Bélgica           | Alcatraz Festival                       |
| 11 de agosto de 2013     | Hildesheim                 | Alemania          | M'era Luna Festival                     |

- Conciertos cancelados